# San Francesco all’Immacolata (Ragusa)
A San Francesco all’Immacolata egy ragusai templom. 

## Leírása
A templom védőszentje Assisi Szent Ferenc, de ismert még a Szeplőtelen fogantatás templomaként is. Valószínűleg a 13. század második felében építették a Ragusában megtelepedő ferences szerzetesek. A hagyományok szerint a Chiaramonte grófok építették saját használatra, s ennek bizonyítéka a harangtorony lenne, amely alatt palotájuk bejárata található. Valóban, a grófi palota a templom szomszédságában áll. A régi templom fennmaradt romjai azonban mindenképpen 1299, azaz a Chiaramonték uralkodásának kezdete előtti időből származik. A templomot a 16. század végén és 17. század elején átépítették, valószínűleg kései manierista stílusban. A régi templomból mindössze a harangtornyot őrizték meg. Az 1693-as földrengésben a templom elpusztult. Az újjáépítési munkálatokat 1711-ben kezdték el barokk stílusban. A régi templomból mindössze a bejárat és a harangtorony alapja maradt fenn. A háromhajós templombelsőt robusztus pilaszterek tartják. A kórusban található egy faemelvény amit a Szeplőtlen Szűz szobrának megóvására emeltek 1906-ban. A San Leonardo–völgyre néző oldalhajó alatt pincehelyiségek találhatók, ezekben működött egykoron a ferencesek konyhája valamint itt volt a refektórium is.